# جلاد (شخصیت کمیک)
جلاد (به انگلیسی: Executioner)یک شخصیت خیالی قهرمان است که در کتب کامیک مارول کامیکس وجود دارد؛ و برای اولین بار، در شمارهٔ ۱۰۳ سفر به رمز و راز (Journey into Mystery) در آوریل ۱۹۶۴ معرفی شد.